# Jagdpanzer 38(t) Hetzer
A Jagdpanzer 38(t) (Sd.Kfz. 138/2) a második világháború után mint Hetzer („lesvető”) vált ismertté. A Harmadik Birodalom egyik vadászpáncélos típusa volt a második világháború alatt. Módosított csehszlovák LT vz. 38 alvázra épült, a vadászpáncélosokra jellemző zárt felépítménnyel. A „Hetzer” név a jármű szolgálati idejében nem volt jellemző (egy prototípus megnevezése volt, az E-10-esé). A Škoda gyár nagyon rövid időre összekeverte a két nevet a dokumentációkban és a legelső egység, amit felszereltek a járművel, ezt a nevet használta néhány hétig, amíg az anomáliát nem tisztázták.

## Fejlesztés
A Szovjetunió megtámadásával a Wehrmacht olyan harckocsikkal került szembe, mint a T–34-es, valamint a KV–1 és KV–2, amelyek technikai fölényüket nagy számukkal tovább fokozták. A szovjet páncélos fölényt a németek különböző kényszermegoldásokkal próbálták kompenzálni, ilyen volt a híres Marder-sorozat. A Marder legfőbb hátránya azonban a meglehetősen gyenge páncélvédettség, így nyilvánvalóvá vált hogy szükség van egy kifejezetten vadászpáncélosnak tervezett járműre is. Ennek eredményeként született meg a sok szakértő szerint a második világháború legtökéletesebb könnyű vadászpáncélosa, a Hetzer.
1943-ban a Fegyverügyi Hivatal a Pz.Kpfw. 38(t) alvázat választotta az új vadászpáncélos alapjának. Ezzel az új típussal kívánták felváltani a Marder sorozatot (Marder I, Marder II, Marder III) a gyalogos hadosztályok páncéltörő osztályainál. A Hetzer formáját a román Mareșal páncélvadász inspirálta, a német Ventz alezredes szerint. Az első járműveket 1944 márciusában állították hadrendbe.
A Hetzer fegyverzetét egy 7,5 cm-es PaK 39 löveg adta, amelyet Pz.Kpfw IV-esekéből alakítottak ki. A löveg hátrasikló rendszerét tökéletesítették, így nem volt szükség csőszájfékre. A középvonaltól 380 mm-rel jobbra helyezték el, a jellegzetes Saukopf lövegpajzs fedezékébe. A gyalogosok elleni védelmet egy, a jármű tetejére szerelt, a parancsnok által kezelt távirányítású MG 34 géppuska biztosította.
Páncélzatát főleg 60 és 20 milliméteres páncéllemezekből alakították ki, amely nem volt túl erősnek mondható 1944-ben, de ezeket 60-70 fokos dőlésszöggel illesztették össze, ami jelentősen javította a Hetzer védelmét. A jármű nagy előnye még, hogy rendkívül alacsonyra építették (magassága 2,1 m), így nehéz célpontnak bizonyult az ellenséges tüzérek számára. A Jagdpanzer 38(t)-t ugyanaz a Praga EPA TZJ motor hajtotta, mint a Pz.Kpfw. 38(t)-ast, de mivel a vadászpáncélos tömege jóval nagyobb lett mint a 38(t) harckocsié, ezért a teljesítmény/tömeg aránya 12,8 lóerő/tonnáról 9,6 lóerő/tonnára romlott, ami negatívan befolyásolta a jármű mozgékonyságát.
Adolf Hitler különleges parancsára 1944 novemberében néhány Jagdpanzer 38(t)-ast felújítottak és felszereltek egy Keobe lángszóróval (a normál ágyú helyére). Kevesebb mint 50 ilyen jármű készült a háború befejezte előtt, amelyek a Flammpanzer 38 nevet kapták, és a szövetségesek ellen vetették be a nyugati fronton.
A Hetzerhez egyáltalán nem hasonló, nyitott felépítményű rohamlöveg-változat volt a Grille ausf. H, amelybe egy 15 cm-es sIG33/2-es tarackot építettek. A Bergepanzer 38(t) Hetzer, ami egy könnyű műszaki mentő jármű volt. Ezekből 106 darab készült. Készültek tervek egyéb variációk gyártására is: légvédelmi löveg variáció Flak löveggel felszerelve. Azonban a háború véget ért, mielőtt a tervezett modellek gyártásra kerültek volna.

## Alkalmazás

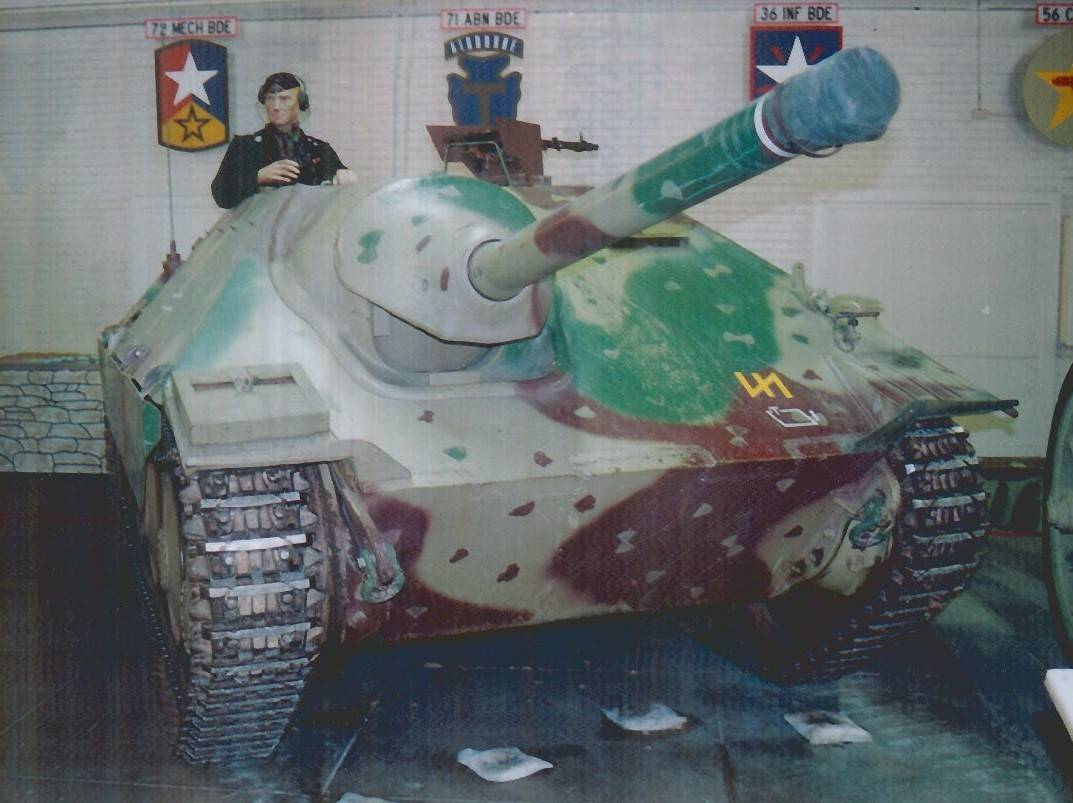
JPz 38(t) (Svájci G-13 változat) a Texasi Military Forces Museum-ban, Texas (USA)

A Hetzereket 1944-ben a gyalogos hadosztályok önjáró páncéltörőlöveg ütegeibe osztották be, ahol folyamatosan váltotta fel a Mardereket és a Stug III-okat, amelyeket páncélvadászok helyett alkalmaztak. Elméletileg minden német gyalogos hadosztálynak 10-10 Hetzerrel kellett volna rendelkeznie az 1944-es rendszer szerint, de ez a gyakorlatban nem valósulhatott meg az elégtelen termelés és a növekvő veszteségek miatt. 1945-ben a hadsereget átszervezték. Az új rendszer szerint a német gyalogos hadosztályoknak 14 ilyen vadászpáncélossal kellett volna rendelkezniük; persze ez sem valósulhatott meg teljesen, így a Marder páncélvadászok és a rohamlövegek (StuG III/IV) tovább szolgáltak a legtöbb egységnél.
A Jagdpanzer 38(t)-ok nem csak a gyalogos alakulatoknál szolgáltak, hanem 4 páncélos hadosztálynál (2. és 10. SS, valamint a Wehrmacht 8. és 10.) és 3 páncélgránátos hadosztálynál (a 18., 25. és a Kurmark) vetették be őket. Emellett öt rohamlöveg-dandár és a hadsereg hét önálló páncélvadász-osztályának kötelékében harcoltak. Az 5. hegyivadász-hadtest és a Waffen-SS 16. hadosztálya (Reichsführer) is alkalmazott Hetzereket.
A Hetzer alapjában véve sikeres típus volt, de voltak hibái is, ezek miatt a katonák nem kedvelték. A legnagyobb gondot a főfegyverzet irányzásának korlátozottsága okozta. A 4 kezelő elhelyezése is rosszul volt kialakítva. A löveg elhelyezésének módja elsősorban a tőle jobbra elhelyezkedő célpontok támadását tette lehetővé, ám az irányzó a löveg bal oldalán foglalt helyet, ezért nehezen látta be a jobb oldali céltartományt. Mivel a töltőkezelő is a bal oldalon helyezkedett el, nehezen érte el jármű jobb oldalában elhelyezett lőszereket, ez pedig csökkentette a Hetzer tűzgyorsaságát. A parancsnok a jármű hátuljának jobb oldali részében kapott helyet, ennek következtében a járművön belüli kommunikáció nehézkes volt.
Összesen 2584 Hetzer készült, amelyből 75 a Magyar Királyi Honvédség soraiban szolgált.
Egy 1945. április 1-jei összeírás szerint a Wehrmacht egységinél a StuG III után a Hetzer szolgált a legnagyobb számban (627 db). A Hetzer hatékonyságát mi sem bizonyítja jobban, mint hogy gyártását egészen 1952-ig folytatták, és 158 db a svájci hadsereg kötelékében G13 néven egészen 1970-ig rendszerben maradt.

### Variációk
- Bergepanzer 38(t) – műszaki mentő változat
- Flammpanzer 38(t) – lángszórós változat
- Jagdpanzer 38(t) – "mozsárágyús" változat

## Galéria

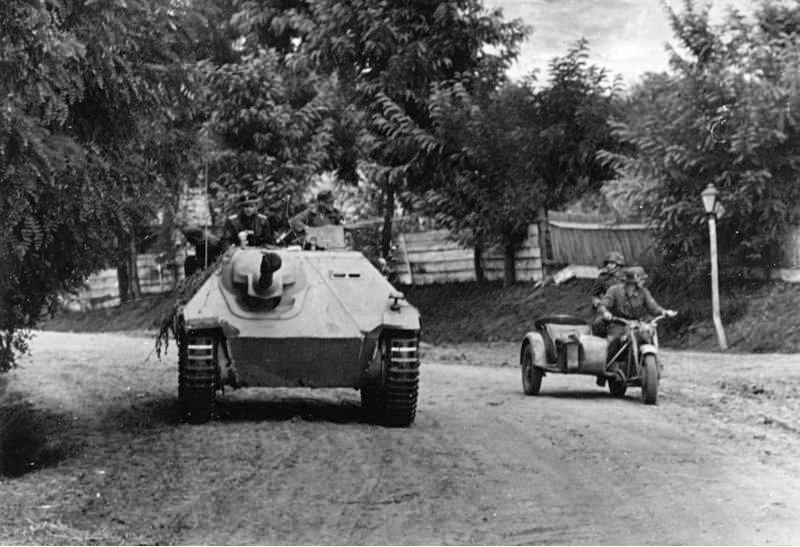
A 8. Waffen-SS lovas hadosztály Jagdpanzer 38(t) páncélvadásza Magyarország, 1944.
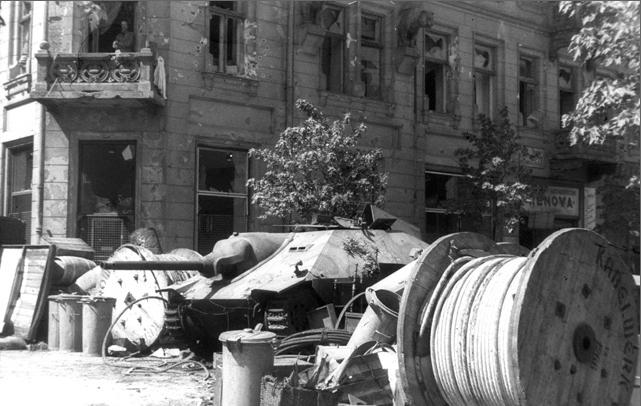
Lengyel barikád épül a Napóleon téren egy német Jagdpanzer 38(t) "Hetzer" páncélvadász körül, amelyet a hazai hadsereg foglalt el a Varsói felkeléskor.
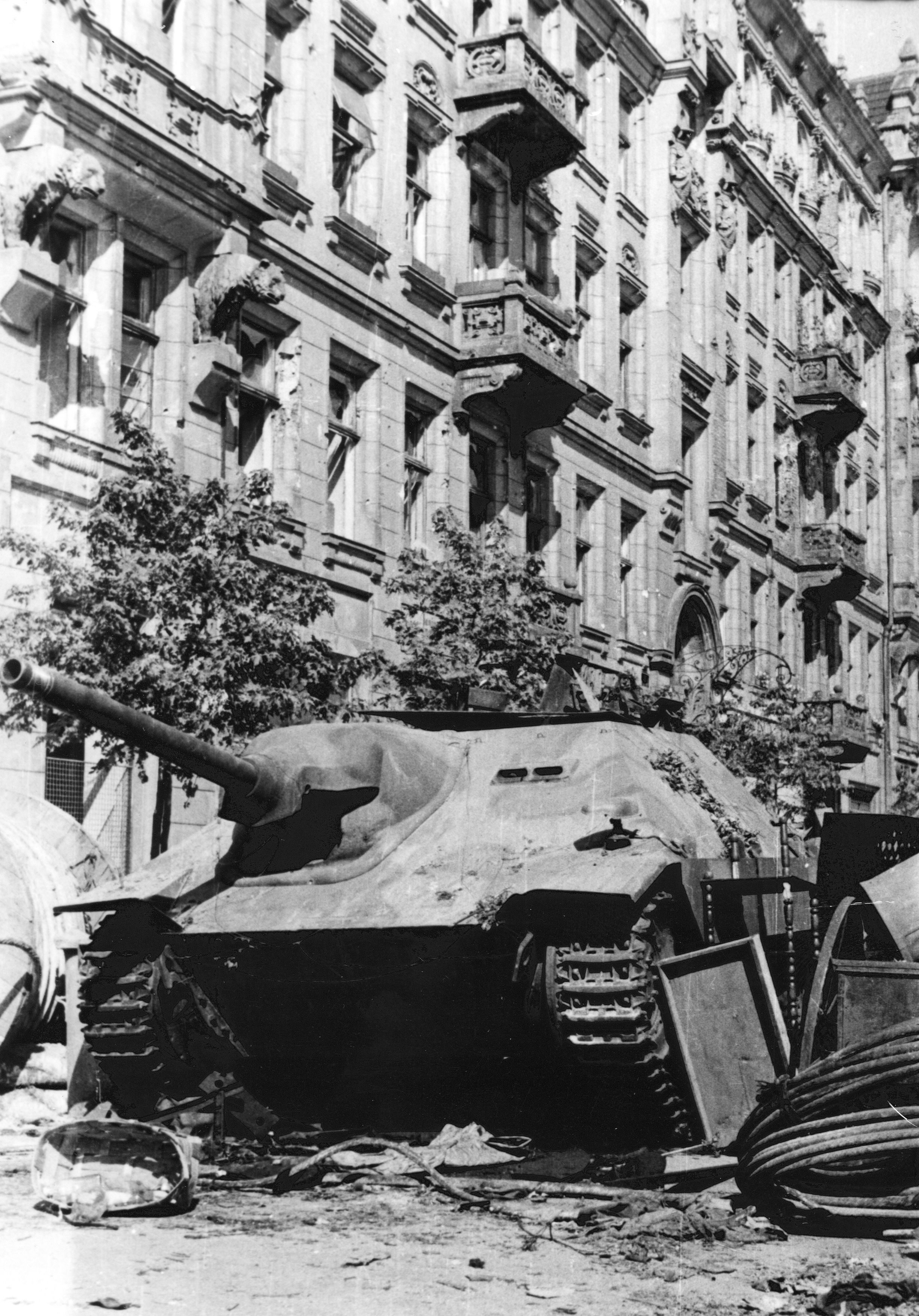
Barikád a Szpitalna utcán és a Napóleon téren egy Jagdpanzer 38(t) "Hetzer"-rel, amelyet elfogtak a Fő posta elleni harc során.
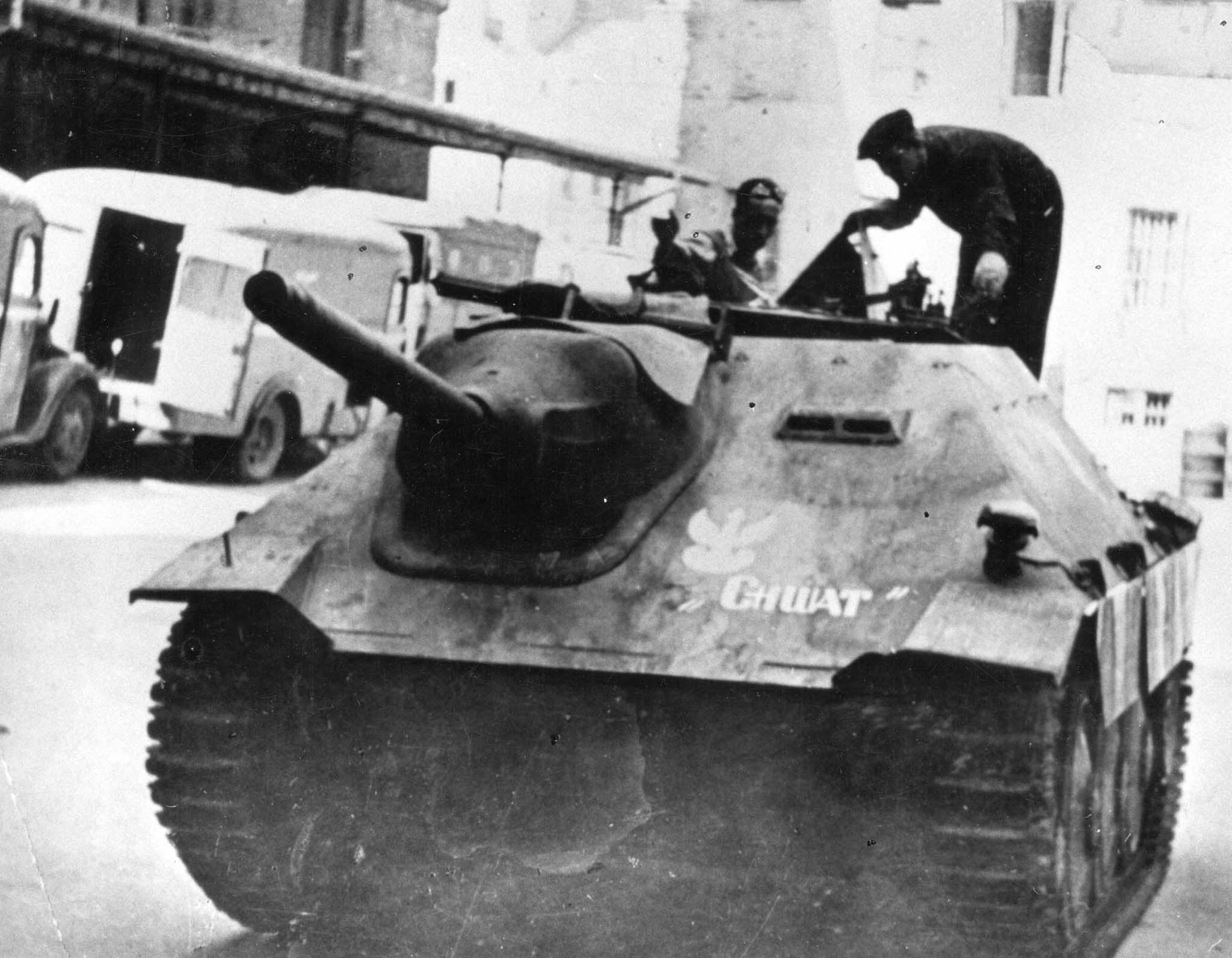
Megjavított Jagdpanzer 38 (t) "Hetzer" páncélvadász a varsói fő posta udvarán amelyet a felkelő Hadsereg katonái fogtak el a Főposta körül.
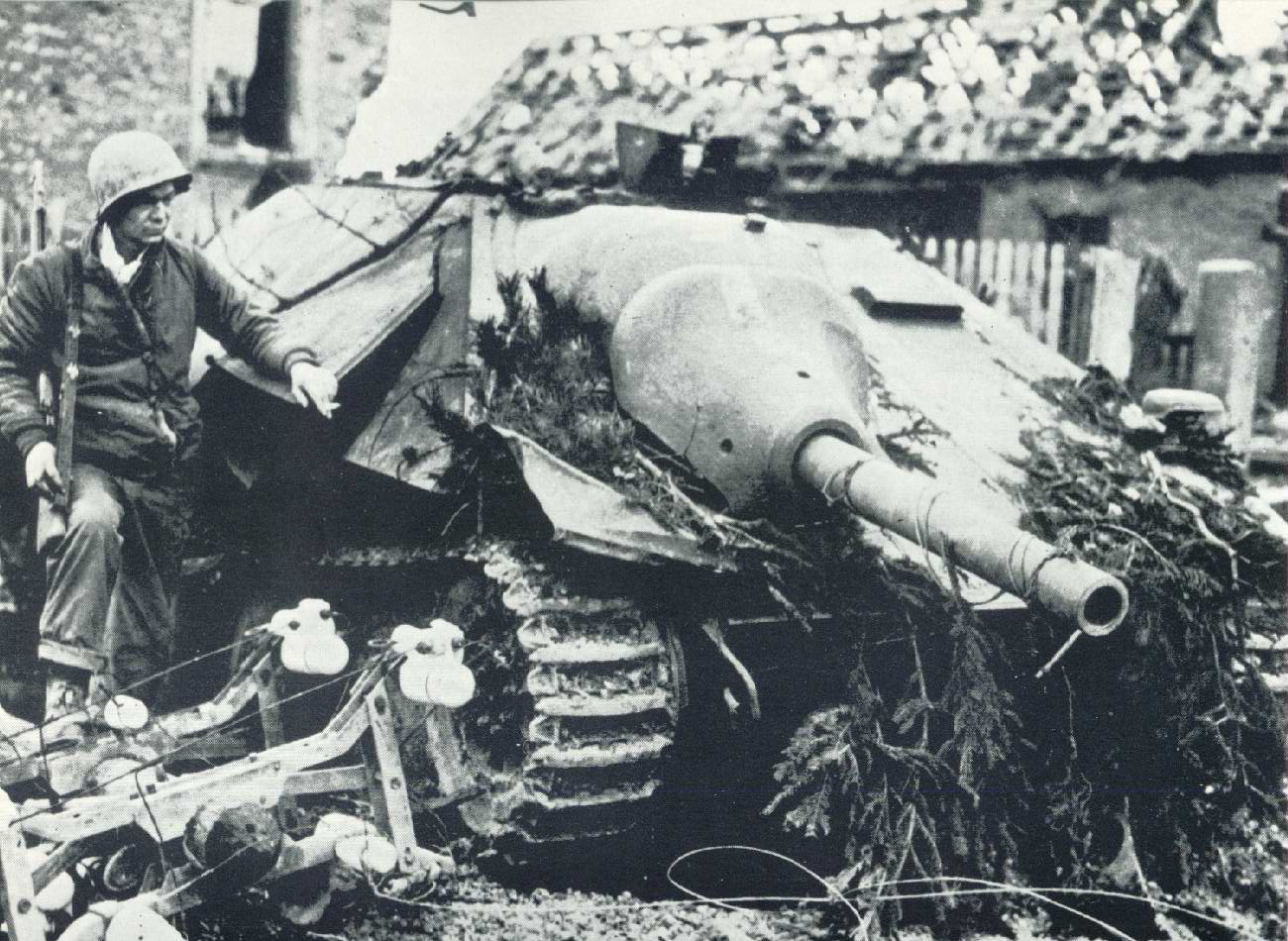
Hátrahagyott "Hetzer" páncélvadász amerikai csapatok által elfogva.
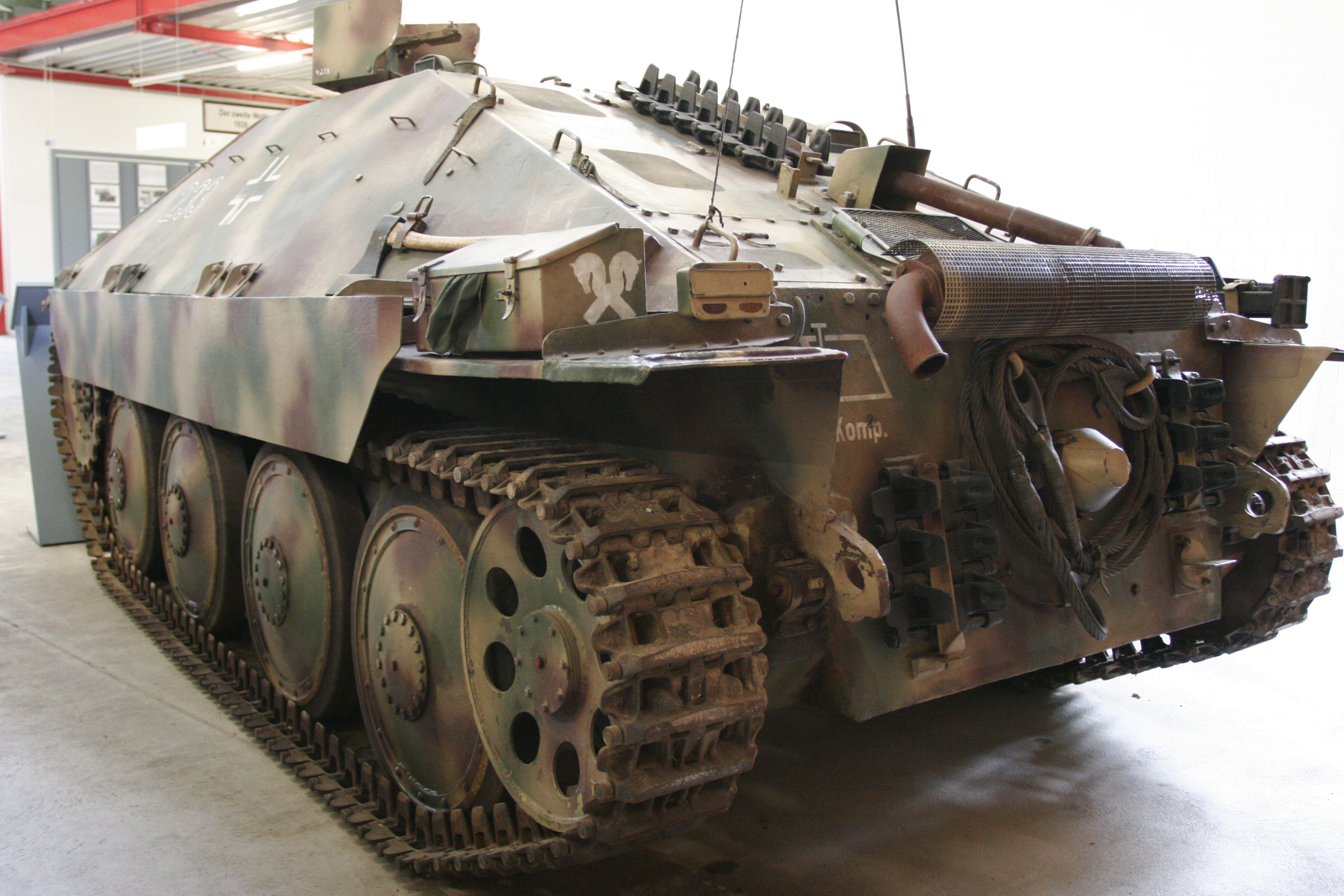
Sd.Kfz. 138/2 hátulnézetből.
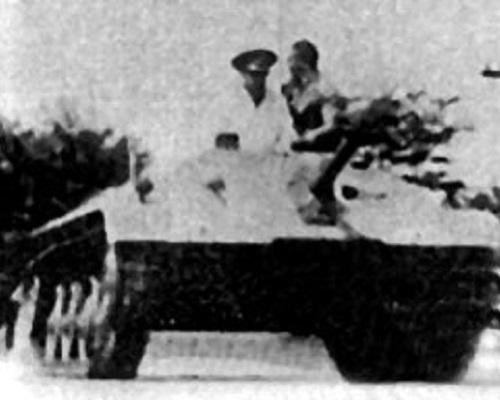
A román Mareșal

## Lásd még
- Stormartillerivagn m/43
- Zrínyi (önjáró löveg)
- Semovente 75/46

## Fordítás
- Ez a szócikk részben vagy egészben  a   Hetzer című angol Wikipédia-szócikk ezen változatának fordításán alapul.  Az eredeti cikk szerkesztőit annak laptörténete sorolja fel. Ez a jelzés csupán a megfogalmazás eredetét és a szerzői jogokat jelzi, nem szolgál a cikkben szereplő információk forrásmegjelöléseként.